# Jüdischer Friedhof Mühlen

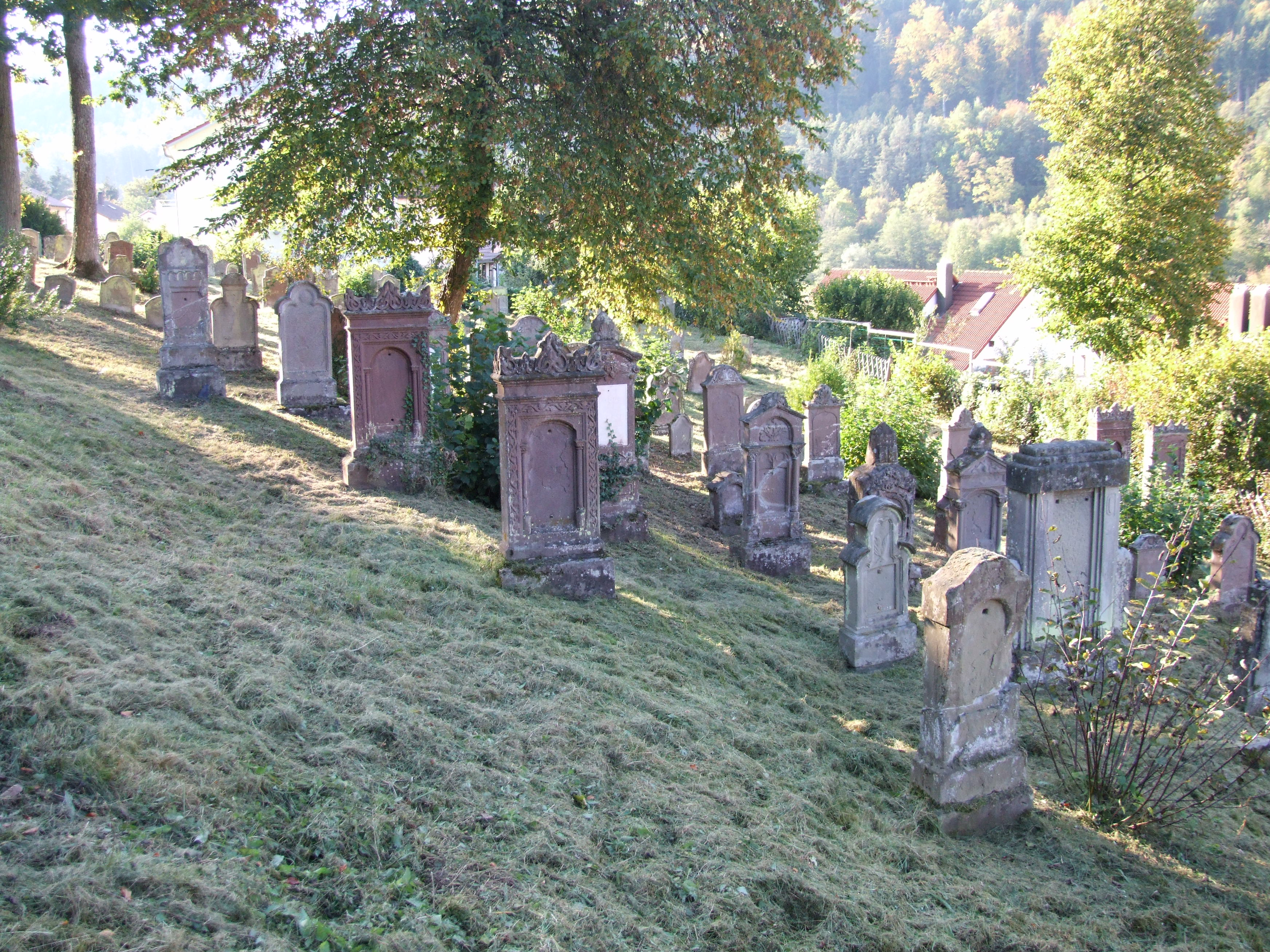
Jüdischer Friedhof

Der Jüdische Friedhof Mühlen ist ein jüdischer Friedhof in Mühlen am Neckar, einem Stadtteil von Horb am Neckar im Landkreis Freudenstadt im nördlichen Baden-Württemberg. Er ist ein geschütztes Kulturdenkmal.
Die jüdische Gemeinde Mühlen hatte ihre Toten vor 1800 auf dem jüdischen Friedhof Mühringen beigesetzt. 1800 wurde ein eigener jüdischer Friedhof angelegt, der sich am Egelstaler Weg südwestlich des heutigen Bahnhofes befindet und 11,82 Ar groß ist. Heute sind noch 154 Grabsteine vorhanden. Der älteste ist von 1804/05 und die letzte Bestattung fand 1934 statt.